# Lettera di Ignazio ai Magnesiaci
La Lettera di Ignazio ai Magnesiaci (spesso abbreviata Magnesiaci o Ign. Mag.) è un'epistola attribuita a Ignazio di Antiochia, vescovo di Antiochia del II secolo, e indirizzata alla chiesa di Magnesia al Meandro. Fu scritto durante il trasporto di Ignazio da Antiochia alla sua esecuzione a Roma.

## Composizione
Magnesiaci è una delle sette epistole attribuite a Ignazio che sono generalmente accettate come autentiche. Nel V secolo, questa raccolta fu ampliata da lettere spurie.
È chiaro che Magnesiaci fu scritta poco prima del martirio di Ignazio, ma non è chiaro quando avvenne precisamente questo martirio. La tradizione colloca il martirio di Ignazio nel regno di Traiano, che fu imperatore di Roma dal 98 al 117 d.C. Mentre molti studiosi accettano la datazione tradizionale del martirio di Ignazio sotto Traiano, altri hanno sostenuto una data un po' successiva. Richard Pervo ha datato la morte di Ignazio al 135-140 d.C., e il classicista britannico Timothy Barnes ha sostenuto una data intorno al 140 d.C.

## Sfondo
Le chiese magnesiaca e tralliana avevano inviato i loro vescovi, Polibio di Tralle e Damas, in compagnia di due presbiteri della Magnesia per incontrare Ignazio che era detenuto nel vicino porto di Smirne mentre si recava all'esecuzione a Roma, e Ignazio scrive la sua lettera a ringraziare la chiesa magnesiaca.

## Contenuto
L'epistola invita all'unità e alla sottomissione nella chiesa. Ignazio mette anche in guardia contro le "false dottrine". In particolare, attacca quei cristiani ebrei che hanno continuato ad osservare la Tōrāh:
(Ign. Mag. Chapter 8)
Sostiene anche l'idea che i cristiani dovrebbero osservare il giorno del Signore ogni domenica, piuttosto che il sabato ebraico:
(Ign. Mag. Chapter 9)